# Саката Меґумі
Саката Меґумі (яп. 坂田 恵; нар. 18 жовтня 1971) — японська футболістка. Вона грала за збірну Японії.

## Клубна кар'єра
У 1990 році дебютувала в «Ніссан». В 1994 року вона перейшла до «Пліма Хам Куноїті». У 1999 року підписала контракт з клубом «Тасакі Пелуле». Наприкінці сезону 2002 року вона завершила ігрову кар'єру.

## Виступи за збірну
У червні 1989 року, її викликали до національної збірної Японії на чемпіонат Азії 1989 року. На цьому турнірі, 24 грудня, вона дебютувала в збірній у поєдинку проти Непалу. У складі японської збірної учасниця жіночого чемпіонату світу 1991 та 1995 років. З 1989 по 1996 рік зіграла 10 матчів в національній збірній.

## Статистика виступів
| Збірна Японії | Збірна Японії | Збірна Японії |
| Рік           | Матчі         | Голи          |
| ------------- | ------------- | ------------- |
| 1989          | 1             | 0             |
| 1990          | 2             | 0             |
| 1991          | 3             | 0             |
| 1992          | 0             | 0             |
| 1993          | 1             | 0             |
| 1994          | 1             | 0             |
| 1995          | 1             | 0             |
| 1996          | 1             | 0             |
| Загалом       | 10            | 0             |